# Fly to the Rainbow
Fly to the Rainbow és el segon àlbum d'estudi del grup de Heavy Metal alemany Scorpions. Aquest va ser el primer disc en què es va incloure el virtuós guitarrista Uli Jon Roth, que va substituir Michael Schenker, després de la seva marxa a UFO.

## Llista de cançons
1. "Speedy's Coming" (Rudolf Schenker, Klaus Meine) – 3:33
2. "They Need a Million" (Rudolf Schenker, Klaus Meine) – 4:50
3. "Drifting Sun" (Ulrich Roth) – 7:40
4. "Fly People Fly" (Rudolf Schenker, Klaus Meine) – 5:02
5. "This Is My Song" (Rudolf Schenker, Klaus Meine) – 4:14
6. "Far Away" (Rudolf Schenker, Michael Schenker, Klaus Meine) – 5:39
7. "Fly to the Rainbow" (Michael Schenker, Ulrich Roth) – 9:32

## Personal
- Klaus Meine - Cantant
- Uli Jon Roth - Guitarra
- Rudolf Schenker - Guitarra
- Francis Buchholz - Baix
- Jurgen Rosenthal - Bateria

## Convidats
- Achim Kirschning - teclat